# Hydra vulgaris
Hydre commune
Espèce
Synonymes
- Hydra americana
- Hydra carnea
- Hydra littoralis
- Hydra trembleyi
- Moerisia alberti
- Hydra magnipapillata
- Hydra magellanica

Sous-espèces de rang inférieur
- Hydra vulgaris aurantiaca

Hydra vulgaris est une espèce d'hydre d'eau douce de petite taille (12 mm).